# Sciascinoso
Il vitigno Sciascinoso, a bacca nera, viene coltivato nelle regioni Campania e Lazio.